# 石川県道164号津波倉寺井線
石川県道164号津波倉寺井線（いしかわけんどう164ごう つばくらてらいせん）は、石川県小松市津波倉町と能美市小長野町を結んでいた、かつての一般県道。2009年（平成21年）3月31日付で、廃止。概ね、国道8号小松バイパスの西側を並行するコースをとっていた。
以下、廃止時点の内容を記す。

## 概要
起点は、国道8号小松バイパス粟津ICより北西に約300m程の位置。木場潟の東岸、国道8号小松バイパスの西を並行して北から北東方向に進む。若杉町の新興住宅地内を通り、若杉南交差点で西に折れて300mほど進み打越町交差点に至る。打越交差点から北上し、打越北交差点で国道360号と交差してさらに北上、白江大橋で梯川を渡り、さらに北上し、一針町交差点で石川県道54号寺畠小松線と交わる。県道54号と重複して東に100mほど進み、小松・能美市境で国道8号小杉ICをくぐり、すぐ県道54号と分岐、能美市小杉町地内に入ってクランク状に折れる。その後北上し、終点に至る。
小松市内の集落を通過する部分は、道幅がやや狭くカーブも多い。

### 路線データ
- 起点：石川県小松市津波倉町（＝津波倉交差点・石川県道11号小松山中線交点）
- 終点：石川県能美市小長野町（＝小長野交差点・石川県道4号小松鶴来線交点）

## 歴史
- 1960年（昭和35年）10月15日 認定
- 2009年（平成21年）3月31日 廃止

## 路線状況

### 重複区間
- 石川県道25号金沢美川小松線（小松市若杉南交差点 - 打越町交差点）
- 石川県道54号寺畠小松線（小松市一針町交差点 - 能美市小杉交差点）

## 地理

### 通過する自治体
- 石川県
  - 小松市
  - 能美市

### 交差する道路
- 石川県道11号小松山中線（小松市津波倉町・津波倉交差点：起点）
- 石川県道22号金沢小松線（小松市本江町・本江交差点）
- 国道360号（小松市打越町・打越北交差点）
- 石川県道54号寺畠小松線（小松市一針町・一針町交差点、能美市小杉町・小杉交差点）
- 国道8号小松バイパス（能美市小杉町・小杉南交差点：小杉IC）
- 石川県道4号小松鶴来線（能美市小長野町・小長野交差点：終点）